# Арноти, Кристин
Кристи́н Арноти́ (фр. Christine Arnothy, настоящее имя — Ирен Ковач де Сендрё (нем. Irène Kovach de Szendrö, венг. Szendrői Kovach Irén; 20 ноября 1930, Будапешт, Венгрия — 6 октября 2015) — французская писательница и журналистка венгерского происхождения. Лауреат нескольких литературных премий.

## Биография
Родилась и выросла в Будапеште в семье интеллектуалов. Её отец — землевладелец и преподаватель университета — был наполовину венгром, наполовину австрийцем, а мать — наполовину немкой, наполовину полькой. С детства свободно владела венгерским, немецким и французским языками. Под влиянием матери очень рано начинает пытаться сочинять — свой первый рассказ пишет в возрасте восьми лет. Под конец Второй мировой войны, в 1945 году в Будапеште шли тяжёлые бои и город подвергался обстрелам наступающей Советской армии. Отец Кристин оборудовал в подвале дома, где они жили, убежище и перевёз туда семью. Несколько недель девочка вела в подвале дневник своей жизни и жизни своего города — эти записи лягут впоследствии в основу её первого литературного произведения под названием «Мне 15 лет и я не хочу умирать» (фр. J'ai quinze ans et je ne veux pas mourir).
В 1948 году семья покидает Будапешт, пешком переходит границу с Австрией и оказывается в лагере беженцев. Благодаря фиктивному браку, Кристин удаётся получить бельгийское гражданство и переехать вместе с родственниками в Брюссель. В 1954 году Кристин отправляет свой первый автобиографический роман в редакцию парижской газеты Le Parisien libéré, которая присуждает литературную премию «Гран-при Истины», и выигрывает её.
Приехав на вручение премии, знакомится с главным редактором газеты Клодом Белланже (в будущем — директор агентства Франс-Пресс). Несмотря на разницу в 20 лет, между ними тотчас вспыхивает страсть. Однако, есть осложнения — они оба состоят в браке. В результате, лишь через 9 лет, в 1964 году, после преодоления многочисленных сложностей Арноти и Белланже удаётся развестись и сыграть свадьбу.
В 1956 году пишет первый беллетристический роман под названием «Бог запаздывает» (Dieu est en retard), рассказывающий историю молодой женщины, оставшейся за железным занавесом. Через два года из-под пера писательницы выходит продолжение дебютного автобиографического романа «Жить не так просто» (Il n'est pas si facile de vivre). В последующие годы Арноти активно работает и выпускает по роману каждые один — два года. Она также пишет статьи, эссе, рассказы для женских журналов, таких как Elle, Marie Claire, Cosmopolitan, а также для телевидения.
В 1978 году умирает Клод Белланже — как его называла Арноти, «моя единственная любовь». Чтобы отвлечься, она уезжает за границу и подолгу живёт в разных странах, старается проникнуться местной жизнью и пишет романы: в Австралии, Кении, США. Проводит несколько лет в Нью-Йорке в небольшой квартирке с видом на Центральный парк. За это время пишет три детективных романа и публикует их в 1985—1987 годах под псевдонимом Уильям Дикинсон. В 2001 и 2008 годах писательница также издаёт ещё две части своей автобиографии.
Всего из-под пера Кристин Арноти вышли 48 романов и сборник рассказов под названием «Монгольский всадник» (Le cavalier mongol), удостоенный гран-при Французской академии за рассказ. Некоторые из романов также были удостоены различных премий.
Кристин Арноти скончалась 6 октября 2015 года в возрасте 84 лет, место смерти семьёй не разглашается. По словам дочери писательницы, в момент смерти у Кристиан Арноти был в работе большой роман о примирении между людьми и животными, который так и не был завершён. По завещанию писательницы, её прах был смешан с прахом Клода Белланже и развеян над морем.

## Награды
- Командор ордена Почётного легиона[6]
- Гран-при Французской академии за рассказ за сборник Монгольский всадник (1976)
- Гран-при Истины за автобиографический роман Мне 15 лет и я не хочу умирать, 1955
- Премия Четырёх Жюри за роман Чёрный сад, 1966
- Премия Интералье за роман Все шансы плюс ещё один, 1980
- Премия Дома прессы[фр.] за роман Африканский ветер, 1989

### Автобиографии
- J’ai quinze ans et je ne veux pas mourir, Fayard, 1955 (Гран-при Истины)
- Il n’est pas si facile de vivre, Fayard, 1957
- Jeux de mémoire, Fayard
- Embrasser la vie, Fayard, 2001[4][5]
- Les Années cannibale, Fayard, 2008[6]

### Романы
- Dieu est en retard, Gallimard, 1955
- Le Guérisseur, Fayard, 1958
- Femmes du Japon, Bruna, 1959
- Pique-Nique en Sologne, Julliard, 1960
- Le Cardinal prisonnier, Julliard, 1962
- La Saison des Américains, Cercle du Nouveau Livre, 1964
- Le Jardin noir, Julliard, 1966 (Премия Четырёх Жюри)
- Jouer à l'été, Julliard, 1967
- Aviva, Flammarion, 1968
- chiche!, Flammarion, 1970
- Un type merveilleux, Flammarion, 1972 (Русский перевод: Отличный парень, 2008)
- Clodomir Free. Le Grand Complot,, 1975
- J’aime la vie, Grasset, 1976
- Le bonheur d’une manière ou d’une autre, Grasset, 1978
- Toutes les chances plus une, Fayard, 1980 (Премия Интералье)
- Un paradis sur mesure, Grasset, 1983 (Русские переводы: У каждого свой рай, 2005; Любовь по привычке, 2008)
- L’Ami de la Famille, Grasset, 1984
- Les Trouble-Fête, Grasset, 1986
- Vent Africain, Grasset, 1989, (Премия Дома прессы[фр.], 1989. Русский перевод: Африканский ветер, 2010)
- Une affaire d’héritage, Grasset, 1991
- Désert brulant, Grasset, 1992
- Voyage de noces, Plon, 1994
- Une question de chance, Omnibus, 1995
- La piste Africaine, Plon, 1997
- La Dernière Nuit avant l’an 2000, Plon, 1997
- Malins plaisirs, Omnibus, 1999
- Complot de femmes, Fayard, 2000
- On ne fait jamais vraiment ce que l’on veut, Fayard, 2002 (Русский перевод: Ничего не жди взамен, 2005)
- Aller-retour, tous frais payés, Fayard, 2004
- Une rentrée littéraire, Fayard, 2004
- Relations inquiétantes, Fayard, 2005
- L’Homme aux yeux de diamant, Fayard, 2006
- Donnant, donnant, Fayard, 2007
- Une valse à Vienne, Fayard, 2009
- La vie d’une manière ou d’une autre, Flammarion, 2010

### Сборник рассказов
- Le cavalier mongol, Flammarion, 1976. (Гран-при Французской академии за рассказ)

### Открытое письмо
- Lettre ouverte aux rois nus, Albin Michel, 1974

Источник: Youscribe